# Basiswechsel (Vektorraum)
Der Basiswechsel oder die Basistransformation ist ein Begriff aus dem mathematischen Teilgebiet der linearen Algebra. Man bezeichnet damit den Übergang zwischen zwei verschiedenen Basen eines endlichdimensionalen Vektorraums über einem Körper {\displaystyle K.} Dadurch ändern sich im Allgemeinen die Koordinaten der Vektoren und die Abbildungsmatrizen von linearen Abbildungen. Ein Basiswechsel ist somit ein Spezialfall einer Koordinatentransformation. 
Der Basiswechsel kann durch eine Matrix beschrieben werden, die Basiswechselmatrix, Transformationsmatrix oder Übergangsmatrix genannt wird. Mit dieser lassen sich auch die Koordinaten bezüglich der neuen Basis ausrechnen. Stellt man die Basisvektoren der alten Basis als Linearkombinationen der Vektoren der neuen Basis dar, so bilden die Koeffizienten dieser Linearkombinationen die Einträge der Basiswechselmatrix.

## Basiswechselmatrix

Kommutatives Diagramm

Es sei {\displaystyle V} ein {\displaystyle n}-dimensionaler Vektorraum über dem Körper {\displaystyle K} (zum Beispiel dem Körper {\displaystyle \mathbb {R} } der reellen Zahlen). In {\displaystyle V} seien zwei geordnete Basen gegeben, {\displaystyle B=(b_{1},\ldots ,b_{n})} und {\displaystyle B'=(b_{1}',\ldots ,b_{n}')}.
Die Basiswechselmatrix {\displaystyle T_{B'}^{B}} für den Basiswechsel von {\displaystyle B} nach {\displaystyle B'} ist eine {\displaystyle n\times n}-Matrix. Es handelt sich um die Abbildungsmatrix der Identitätsabbildung auf {\displaystyle V} bezüglich der Basen {\displaystyle B} im Urbild und {\displaystyle B'} im Bild:
{\displaystyle T_{B'}^{B}=M_{B'}^{B}(\operatorname {id_{V}} )}
Man erhält sie, indem man die Vektoren der alten Basis {\displaystyle B} als Linearkombinationen der Vektoren der neuen Basis {\displaystyle B{}'} darstellt:
{\displaystyle b_{j}=a_{1j}b_{1}{}'+a_{2j}b_{2}{}'+\dots +a_{nj}b_{n}{}'=\sum _{i=1}^{n}a_{ij}b_{i}{}',\qquad j=1,\dots ,n}
Die Koeffizienten {\displaystyle a_{1j},\dots ,a_{nj}} bilden die {\displaystyle j}-te Spalte der Basiswechselmatrix
{\displaystyle T_{B'}^{B}={\begin{pmatrix}a_{11}&\cdots &a_{1j}&\cdots &a_{1n}\\\vdots &&\vdots &&\vdots \\a_{n1}&\cdots &a_{nj}&\cdots &a_{nn}\end{pmatrix}}}
Diese Matrix ist quadratisch und invertierbar und somit ein Element der allgemeinen linearen Gruppe {\displaystyle \mathrm {GL} \left(n,K\right)}. Ihre Inverse {\displaystyle \left(T_{B'}^{B}\right)^{-1}=T_{B}^{B'}} beschreibt den Basiswechsel von {\displaystyle B'} zurück nach {\displaystyle B}.

## Spezialfälle
Ein wichtiger Spezialfall ist der Fall {\displaystyle V=K^{n}}, der Vektorraum stimmt also mit dem Koordinatenraum überein. In diesem Fall sind die Basisvektoren Spaltenvektoren
{\displaystyle b_{1}={\begin{pmatrix}b_{11}\\\vdots \\b_{n1}\end{pmatrix}},\dots ,b_{j}={\begin{pmatrix}b_{1j}\\\vdots \\b_{nj}\end{pmatrix}},\dots ,b_{n}={\begin{pmatrix}b_{1n}\\\vdots \\b_{nn}\end{pmatrix}},\quad b_{1}'={\begin{pmatrix}b_{11}'\\\vdots \\b_{n1}'\end{pmatrix}},\dots ,b_{j}'={\begin{pmatrix}b_{1j}'\\\vdots \\b_{nj}'\end{pmatrix}},\dots ,b_{n}'={\begin{pmatrix}b_{1n}'\\\vdots \\b_{nn}'\end{pmatrix}},\quad }
die sich zu Matrizen
{\displaystyle B={\begin{pmatrix}b_{11}&\dots &b_{1j}&\dots &b_{1n}\\\vdots &&\vdots &&\vdots \\b_{i1}&\dots &b_{ij}&\dots &b_{in}\\\vdots &&\vdots &&\vdots \\b_{n1}&\dots &b_{nj}&\dots &b_{nn}\end{pmatrix}}\quad {\text{ und }}\quad B'={\begin{pmatrix}b_{11}'&\dots &b_{1j}'&\dots &b_{1n}'\\\vdots &&\vdots &&\vdots \\b_{i1}'&\dots &b_{ij}'&\dots &b_{in}'\\\vdots &&\vdots &&\vdots \\b_{n1}'&\dots &b_{nj}'&\dots &b_{nn}'\end{pmatrix}}}
zusammenfassen lassen, die hier der Einfachheit halber mit den gleichen Buchstaben wie die zugehörigen Basen bezeichnet werden. Die Bedingung
{\displaystyle b_{j}=a_{1j}b_{1}{}'+a_{2j}b_{2}{}'+\dots +a_{nj}b_{n}{}'=\sum _{i=1}^{n}a_{ij}b_{i}{}',\qquad j=1,\dots ,n}
übersetzt sich dann zu 
{\displaystyle b_{kj}=\sum _{i=1}^{n}a_{ij}b_{ki}{}'=\sum _{i=1}^{n}b_{ki}{}'a_{ij},\qquad k,j=1,\dots ,n,}
das heißt,
{\displaystyle B=B'\cdot T_{B'}^{B}.}
Die Transformationsmatrix {\displaystyle T_{B'}^{B}} lässt sich somit durch
{\displaystyle T_{B'}^{B}=(B')^{-1}\cdot B}
berechnen, wobei {\displaystyle (B')^{-1}} die inverse Matrix der Matrix {\displaystyle B'} ist.
Insbesondere gilt: Ist {\displaystyle B} die Standardbasis, so gilt {\displaystyle T_{B'}^{B}=(B')^{-1}}. Ist {\displaystyle B'} die Standardbasis, so gilt {\displaystyle T_{B'}^{B}=B}.
Wie im Vorangehenden wird hier die Basis {\displaystyle B} mit der Matrix identifiziert, die man erhält, indem man die Basisvektoren als Spaltenvektoren schreibt und diese zu einer Matrix zusammenfasst.

## Koordinatentransformation
Ein Vektor {\displaystyle x\in V} habe bezüglich der Basis {\displaystyle B=(b_{1},\dots ,b_{n})} die Koordinaten {\displaystyle x_{1},\dots ,x_{n}}, d. h.
{\displaystyle x=x_{1}b_{1}+x_{2}b_{2}+\dots +x_{n}b_{n}=\sum _{i}x_{i}\,b_{i},}
und bezüglich der neuen Basis {\displaystyle B'=(b_{1}',\dots ,b_{n}')} die Koordinaten {\displaystyle x_{1}',\dots ,x_{n}'}, also
{\displaystyle x=x_{1}{}'b_{1}{}'+x_{2}{}'b_{2}{}'+\dots +x_{n}{}'b_{n}{}'=\sum _{j}x_{j}{}'\,b_{j}{}'.}
Stellt man wie oben die Vektoren {\displaystyle b_{j}}  der alten Basis als Linearkombination der neuen Basis dar, so erhält man
{\displaystyle x=\sum _{j}x_{j}b_{j}=\sum _{j}x_{j}\sum _{i}a_{ij}\,b_{i}{}'=\sum _{i}\left(\sum _{j}a_{ij}\,x_{j}\right)b_{i}{}'}
Dabei sind die {\displaystyle a_{ij}} die oben definierten Einträge der Basiswechselmatrix {\displaystyle T_{B'}^{B}}. Durch Koeffizientenvergleich erhält man 
{\displaystyle x_{i}{}'=\sum _{j=1}^{n}a_{ij}\,x_{j},}
bzw. in Matrizenschreibweise:
{\displaystyle {\begin{pmatrix}x_{1}{}'\\\vdots \\x_{n}{}'\end{pmatrix}}={\begin{pmatrix}a_{11}&\dots &a_{1n}\\\vdots &\ddots &\vdots \\a_{n1}&\dots &a_{nn}\end{pmatrix}}{\begin{pmatrix}x_{1}\\\vdots \\x_{n}\end{pmatrix}}}
oder kurz:
{\displaystyle x{}'=T_{B'}^{B}\,x}

## Basiswechsel bei Abbildungsmatrizen
Die Darstellungsmatrix einer linearen Abbildung hängt von der Wahl der Basen im Urbild- und im Zielraum ab. Wählt man andere Basen, so erhält man möglicherweise andere Abbildungsmatrizen.

Kommutatives Diagramm der beteiligten Abbildungen. Mit wird hier die lineare Abbildung von nach bezeichnet, die auf abbildet, etc.

Seien {\displaystyle V} ein {\displaystyle n}-dimensionaler und {\displaystyle W} ein {\displaystyle m}-dimensionaler Vektorraum über {\displaystyle K} und {\displaystyle f\colon V\to W} eine lineare Abbildung. In {\displaystyle V} seien die geordneten Basen {\displaystyle A=(a_{1},\dots ,a_{n})} und {\displaystyle A'=(a_{1}{}',\dots ,a_{n}{}')} gegeben, in {\displaystyle W} die geordneten Basen {\displaystyle B=(b_{1},\dots ,b_{m})} und {\displaystyle B'=(b_{1}{}',\dots ,b_{m}{}')}. Dann gilt für die Darstellungsmatrizen von {\displaystyle f} bezüglich {\displaystyle A} und {\displaystyle B} bzw. bezüglich {\displaystyle A'} und {\displaystyle B'}:
{\displaystyle M_{B'}^{A'}(f)=T_{B'}^{B}\cdot M_{B}^{A}(f)\cdot T_{A}^{A'}}
Man erhält diese Darstellung, indem man
{\displaystyle f=\operatorname {id} _{W}\circ f\circ \operatorname {id} _{V}}
schreibt. Die Abbildungsmatrix der Verkettung ist dann das Matrizenprodukt der einzelnen Abbildungsmatrizen, wenn die Basen passend gewählt sind, das heißt: die Basis {\displaystyle A'} im Urbild von {\displaystyle \operatorname {id} _{V}}, die Basis {\displaystyle A} im Bild von {\displaystyle \operatorname {id} _{V}} und im Urbild von {\displaystyle f}, die Basis {\displaystyle B} im Bild von {\displaystyle f} und im Urbild von {\displaystyle \operatorname {id} _{W}}, und die Basis {\displaystyle B'} im Bild von {\displaystyle \operatorname {id} _{W}}. Man erhält also:
{\displaystyle M_{B'}^{A'}(f)=M_{B'}^{B}(\operatorname {id} _{W})\cdot M_{B}^{A}(f)\cdot M_{A}^{A'}(\operatorname {id} _{V})}
Ein wichtiger Spezialfall ist, wenn {\displaystyle f\colon V\to V} ein Endomorphismus ist und im Urbild und Bild jeweils dieselbe Basis {\displaystyle B} bzw. {\displaystyle B'} benutzt wird. Dann gilt:
{\displaystyle M_{B'}^{B'}(f)=T_{B'}^{B}\cdot M_{B}^{B}(f)\cdot T_{B}^{B'}}
Setzt man {\displaystyle T:=T_{B'}^{B}}, so gilt also 
{\displaystyle M_{B'}^{B'}(f)=T\cdot M_{B}^{B}(f)\cdot T^{-1}.}
Die Abbildungsmatrizen {\displaystyle M_{B'}^{B'}(f)} und {\displaystyle M_{B}^{B}(f)} sind also ähnlich.

## Beispiel
Wir betrachten zwei Basen {\displaystyle B=(b_{1},b_{2},b_{3})} und {\displaystyle B'=(b_{1}',b_{2}',b_{3}')} des {\displaystyle \mathbb {R} ^{3}} mit
{\displaystyle b_{1}={\begin{pmatrix}1\\0\\2\end{pmatrix}},b_{2}={\begin{pmatrix}3\\1\\0\end{pmatrix}},b_{3}={\begin{pmatrix}2\\1\\1\end{pmatrix}}}
und
{\displaystyle b_{1}'={\begin{pmatrix}1\\0\\1\end{pmatrix}},b_{2}'={\begin{pmatrix}0\\1\\1\end{pmatrix}},b_{3}'={\begin{pmatrix}1\\1\\0\end{pmatrix}}\,,}
wobei die Koordinatendarstellung der Vektoren die Vektoren bezüglich der Standardbasis beschreibt.
Die Transformation der Koordinaten eines Vektors
{\displaystyle v=x_{1}b_{1}+x_{2}b_{2}+x_{3}b_{3}=x_{1}'b_{1}'+x_{2}'b_{2}'+x_{3}'b_{3}'}
ergibt sich durch die Darstellung der alten Basisvektoren {\displaystyle (b_{1},b_{2},b_{3})} bezüglich der neuen Basis {\displaystyle (b_{1}',b_{2}',b_{3}')} und deren Gewichtung mit {\displaystyle (x_{1},x_{2},x_{3})}.
Um die Matrix der Basistransformation {\displaystyle T_{B'}^{B}=(a_{ij})} von {\displaystyle B} nach {\displaystyle B'} zu berechnen, müssen wir die drei linearen Gleichungssysteme
{\displaystyle x_{j}=a_{1j}x_{1}'+a_{2j}x_{2}'+a_{3j}x_{3}'}
nach den 9 Unbekannten {\displaystyle a_{ij}} auflösen.
Dies kann mit dem Gauß-Jordan-Algorithmus für alle drei Gleichungssysteme simultan erfolgen. Dazu wird folgendes lineares Gleichungssystem  aufgestellt:
{\displaystyle \left({\begin{array}{c c c | c c c}1&0&1&1&3&2\\0&1&1&0&1&1\\1&1&0&2&0&1\end{array}}\right)}
Durch Umformen mit elementaren Zeilenoperationen lässt sich die linke Seite auf die Einheitsmatrix bringen und auf der rechten Seite erhält man als Lösung des Systems die Transformationsmatrix
{\displaystyle T_{B'}^{B}={\begin{pmatrix}{\frac {3}{2}}&1&1\\{\frac {1}{2}}&-1&0\\-{\frac {1}{2}}&2&1\end{pmatrix}}}.
Wir betrachten den Vektor {\displaystyle v=2b_{1}-b_{2}+3b_{3}}, also den Vektor der bezüglich der Basis {\displaystyle B} die Koordinaten
{\displaystyle {\begin{pmatrix}x_{1}\\x_{2}\\x_{3}\end{pmatrix}}={\begin{pmatrix}2\\-1\\3\end{pmatrix}}}
besitzt. Um nun die Koordinaten bezüglich {\displaystyle B'} zu berechnen, müssen wir die Transformationsmatrix {\displaystyle T_{B'}^{B}} mit diesem Spaltenvektor multiplizieren:
{\displaystyle {\begin{pmatrix}x_{1}'\\x_{2}'\\x_{3}'\end{pmatrix}}={\begin{pmatrix}{\frac {3}{2}}&1&1\\{\frac {1}{2}}&-1&0\\-{\frac {1}{2}}&2&1\end{pmatrix}}{\begin{pmatrix}2\\-1\\3\end{pmatrix}}={\begin{pmatrix}5\\2\\0\end{pmatrix}}}.
Also ist {\displaystyle v=5b_{1}'+2b_{2}'+0b_{3}'}.
In der Tat rechnet man als Probe leicht nach, dass
{\displaystyle 2b_{1}-b_{2}+3b_{3}=5b_{1}'+2b_{2}'+0b_{3}'}
gilt.

## Basiswechsel mit Hilfe der dualen Basis
Im wichtigen und anschaulichen Spezialfall des euklidischen Vektorraums (V, ·) kann der Basiswechsel elegant mit der dualen Basis {\displaystyle ({\vec {b}}^{1},\ldots ,{\vec {b}}^{n})} einer Basis {\displaystyle ({\vec {b}}_{1},\ldots ,{\vec {b}}_{n})} durchgeführt werden. Für die Basisvektoren gilt dann
{\displaystyle {\vec {b}}_{i}\cdot {\vec {b}}^{j}=\delta _{i}^{j}.}
mit dem Kronecker-Delta {\displaystyle \delta }. Skalare Multiplikation eines Vektors {\displaystyle {\vec {v}}} mit den Basisvektoren {\displaystyle {\vec {b}}^{i}}, Multiplikation dieser Skalarprodukte mit den Basisvektoren {\displaystyle {\vec {b}}_{i}} und Addition aller Gleichungen ergibt einen Vektor {\displaystyle {\vec {w}}:=({\vec {b}}^{i}\cdot {\vec {v}}){\vec {b}}_{i}.} Hier wie im Folgenden ist die Einsteinsche Summenkonvention anzuwenden, der zufolge über in einem Produkt doppelt vorkommende Indizes, im vorhergehenden Satz beispielsweise nur {\displaystyle i}, von eins bis {\displaystyle n} zu summieren ist. Skalare Multiplikation von {\displaystyle {\vec {w}}} mit irgendeinem Basisvektor {\displaystyle {\vec {b}}^{k}} ergibt wegen
{\displaystyle {\vec {w}}\cdot {\vec {b}}^{k}=({\vec {b}}^{i}\cdot {\vec {v}}){\vec {b}}_{i}\cdot {\vec {b}}^{k}=({\vec {b}}^{i}\cdot {\vec {v}})\delta _{i}^{k}={\vec {b}}^{k}\cdot {\vec {v}}}
dasselbe Ergebnis wie die skalare Multiplikation von {\displaystyle {\vec {v}}} mit diesem Basisvektor, weswegen die beiden Vektoren identisch sind:
{\displaystyle {\vec {v}}=({\vec {b}}^{i}\cdot {\vec {v}}){\vec {b}}_{i}=:v^{i}{\vec {b}}_{i}.}
Analog zeigt sich:
{\displaystyle {\vec {v}}=({\vec {b}}_{i}\cdot {\vec {v}}){\vec {b}}^{i}=:v_{i}{\vec {b}}^{i}.}
Dieser Zusammenhang zwischen den Basisvektoren und einem Vektor, seinen Komponenten und Koordinaten, gilt für jeden Vektor im gegebenen Vektorraum.

### Wechsel zur dualen Basis
Skalare Multiplikation beider Gleichungen mit {\displaystyle {\vec {b}}^{k}} liefert {\displaystyle v^{i}{\vec {b}}_{i}\cdot {\vec {b}}^{k}=v_{i}{\vec {b}}^{i}\cdot {\vec {b}}^{k}} oder
{\displaystyle v^{k}=b^{ki}v_{i}.}
Die Umkehroperation mit {\displaystyle {\vec {b}}_{k}} ist
{\displaystyle v_{k}=v^{i}{\vec {b}}_{i}\cdot {\vec {b}}_{k}=b_{ki}v^{i}.}
Für die oben benutzten Skalarprodukte {\displaystyle b_{ij}:={\vec {b}}_{i}\cdot {\vec {b}}_{j}} und {\displaystyle b^{kl}:={\vec {b}}^{k}\cdot {\vec {b}}^{l}} gilt:
{\displaystyle b_{ik}b^{kj}=b^{jk}b_{ki}=({\vec {b}}^{j}\cdot {\vec {b}}^{k})({\vec {b}}_{k}\cdot {\vec {b}}_{i})=[({\vec {b}}^{j}\cdot {\vec {b}}^{k}){\vec {b}}_{k}]\cdot {\vec {b}}_{i}={\vec {b}}^{j}\cdot {\vec {b}}_{i}=\delta _{i}^{j}.}

### Wechsel zu einer anderen Basis
Gegeben sei ein Vektor {\displaystyle {\vec {v}}}, der von einer Basis {\displaystyle ({\vec {a}}_{1},\ldots ,{\vec {a}}_{n})} zur Basis {\displaystyle ({\vec {b}}_{1},\ldots ,{\vec {b}}_{n})} wechseln soll. Das gelingt, indem jeder Basisvektor gemäß {\displaystyle {\vec {a}}_{j}=({\vec {b}}^{i}\cdot {\vec {a}}_{j}){\vec {b}}_{i}} durch die neue Basis ausgedrückt wird:
{\displaystyle {\vec {v}}=x_{j}{\vec {a}}_{j}=x_{j}({\vec {b}}^{i}\cdot {\vec {a}}_{j}){\vec {b}}_{i}=x_{i}^{\prime }{\vec {b}}_{i}} mit {\displaystyle x_{i}^{\prime }:=({\vec {b}}^{i}\cdot {\vec {a}}_{j})x_{j}.}
Die Umkehrung davon ist {\displaystyle x_{i}:=({\vec {b}}_{i}\cdot {\vec {a}}^{j})x_{j}^{\prime }.} Der Basiswechsel bei Tensoren zweiter Stufe wird analog durchgeführt:
{\displaystyle \mathbf {M} :=M_{ij}{\vec {a}}_{i}\otimes {\vec {b}}_{j}:=M_{ij}[({\vec {c}}^{k}\cdot {\vec {a}}_{i}){\vec {c}}_{k}]\otimes [({\vec {d}}^{l}\cdot {\vec {b}}_{j}){\vec {d}}_{l}]:=M_{kl}^{\prime }{\vec {c}}_{k}\otimes {\vec {d}}_{l}} mit {\displaystyle M_{kl}^{\prime }=({\vec {c}}^{k}\cdot {\vec {a}}_{i})M_{ij}({\vec {d}}^{l}\cdot {\vec {b}}_{j})}
was sich ohne weiteres auf Tensoren höherer Stufe verallgemeinern lässt. Das Rechenzeichen „{\displaystyle \otimes }“ bildet das dyadische Produkt.
Der Zusammenhang zwischen den Koordinaten
{\displaystyle x_{i}^{\prime }:=({\vec {b}}^{i}\cdot {\vec {a}}_{j})x_{j}} und {\displaystyle M_{kl}^{\prime }=({\vec {c}}^{k}\cdot {\vec {a}}_{i})M_{ij}({\vec {d}}^{l}\cdot {\vec {b}}_{j})}
kann kompakt mit Basiswechselmatrizen {\displaystyle T_{Q}^{P}} mit den Komponenten {\displaystyle (T_{Q}^{P})_{ij}={\vec {q}}^{i}\cdot {\vec {p}}_{j}} bei einem Basiswechsel von {\displaystyle ({\vec {p}}_{1},\ldots ,{\vec {p}}_{n})} nach {\displaystyle ({\vec {q}}_{1},\ldots ,{\vec {q}}_{n})} und ihren dualen Partnern dargestellt werden. Die Inverse der Basiswechselmatrix hat, wie oben angedeutet, die Komponenten {\displaystyle (T_{Q}^{P})_{ij}^{-1}={\vec {p}}^{i}\cdot {\vec {q}}_{j},} denn bei der Matrizenmultiplikation ergibt sich für Komponenten {\displaystyle ij}:
{\displaystyle [T_{Q}^{P}\cdot (T_{Q}^{P})^{-1}]_{ij}=({\vec {q}}^{i}\cdot {\vec {p}}_{k})({\vec {p}}^{k}\cdot {\vec {q}}_{j})=[({\vec {q}}^{i}\cdot {\vec {p}}_{k}){\vec {p}}^{k}]\cdot {\vec {q}}_{j}={\vec {q}}^{i}\cdot {\vec {q}}_{j}=\delta _{j}^{i}.}

## Anwendungen
Basiswechselmatrizen besitzen vielfältige Anwendungsmöglichkeiten in der Mathematik und Physik.

### In der Mathematik
Eine Anwendung von Basiswechselmatrizen in der Mathematik ist die Veränderung der Gestalt der Abbildungsmatrix einer linearen Abbildung, um die Rechnung zu vereinfachen.
Möchte man zum Beispiel die Potenz {\displaystyle A^{p}} einer {\displaystyle n\times n}-Matrix {\displaystyle A} mit einem Exponenten {\displaystyle p>1} berechnen, so ist die Zahl der benötigten Matrizenmultiplikationen von der Größenordnung {\displaystyle O(\log p)}. Ist {\displaystyle A} diagonalisierbar, so existieren eine Diagonalmatrix {\displaystyle D} und eine Basiswechselmatrix {\displaystyle T\in Gl\left(n,K\right)}, sodass {\displaystyle A=T\cdot D\cdot T^{-1}} und somit
{\displaystyle A^{p}=\left(T\cdot D\cdot T^{-1}\right)^{p}=T\cdot D^{p}\cdot T^{-1}}
Die Zahl der für die Berechnung der rechten Seite benötigten Multiplikationen ist nur von der Größenordnung:
- {\displaystyle n\log p} zur Berechnung von {\displaystyle D^{p}},
- {\displaystyle n^{2}} zur Berechnung des Produkts {\displaystyle D^{p}\cdot T^{-1}}
- sowie einer Matrixmultiplikation für das Produkt {\displaystyle T\cdot (D^{p}T^{-1})}

Da die Matrixmultiplikation von der Größenordnung {\displaystyle O\left(n^{2{,}3727}\right)} ist, erhalten wir eine Komplexität von {\displaystyle O\left(n^{2{,}3727}+n\cdot \log(p)\right)} anstelle von {\displaystyle O\left(n^{2{,}3727}\cdot \log(p)\right)}.

### In der Physik
Eine Anwendung von Basiswechselmatrizen in der Physik findet bspw. in der Ähnlichkeitstheorie statt, um dimensionslose Kennzahlen zu ermitteln. Hierbei werden durch einen Basiswechsel einer physikalischen Größe neue Basisdimensionen zugeordnet. Die dimensionslosen Kennzahlen stellen dann genau das Verhältnis der physikalischen Größe zu seiner Dimensionsvorschrift dar.